# 22032 Mikekoop
22032 Mikekoop este un asteroid din centura principală de asteroizi.

## Descriere
22032 Mikekoop este un asteroid din centura principală de asteroizi. A fost descoperit pe 9 decembrie 1999 la Stația Anderson Mesa în cadrul programului LONEOS. Asteroidul prezintă o orbită caracterizată de o semiaxă mare de 2,56 ua, o excentricitate de 0,19 și o înclinație de 13,3° în raport cu ecliptica.